# Senoprosopis diardii
Senoprosopis diardii är en tvåvingeart som beskrevs av Macquart 1838. Senoprosopis diardii ingår i släktet Senoprosopis och familjen rovflugor. Inga underarter finns listade i Catalogue of Life.